# 핀란디아 홀
핀란디아 홀(Finlandia Hall)은 핀란드 헬싱키에 있는 콘서트 홀이다. 알바르 알토가 디자인했으며, 1971년에 준공되었다. 1700명을 수용할 수 있다.

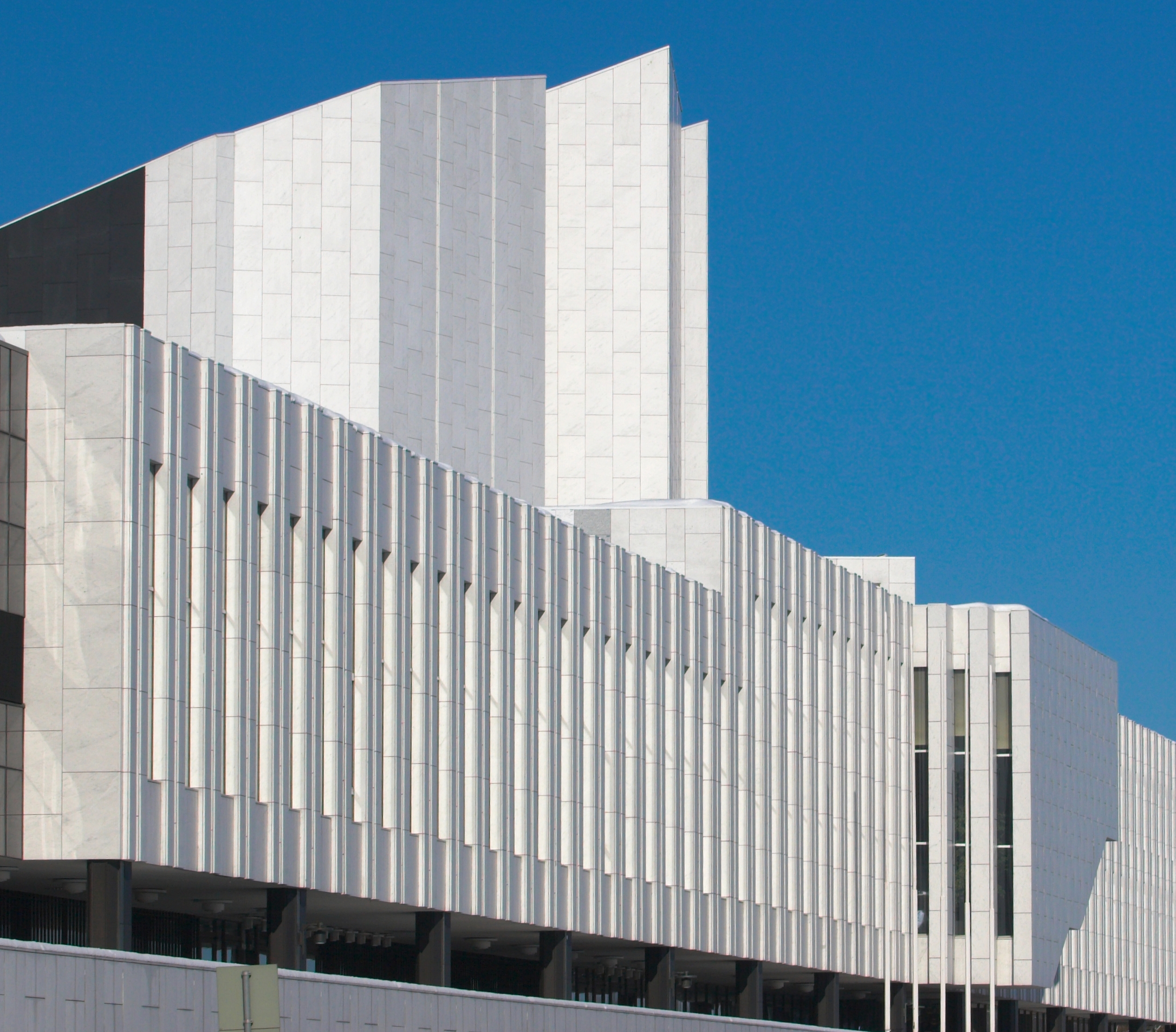
핀란디아 홀